# Joseph Marcus
Joseph Marcus (* 2. August 1886 in Grabow (Elde); † 1961 in Israel) war ein promovierter Jurist, aktiver Zionist und Mitbegründer des jüdischen Wanderbundes Blau-Weiß. 1933 wanderte er mit seiner Familie nach England aus, von wo sie 1934 nach Palästina emigrierten. Marcus arbeitete dort zunächst als Rechtsanwalt und nach der Gründung des Staates Israel als Rechtsberater für eine Behörde des israelischen Innenministeriums.

## Leben
Joseph Marcus’ Bekanntheit ist eng verbunden mit seinem Wirken in der zionistischen Bewegung. Über sein Leben davor gibt es nur wenige Anhaltspunkte. Röder und Strauss erwähnen sein Studium in Breslau, Freiburg und Leipzig, der Katalog der Deutschen Nationalbibliothek (DNB) seine Dissertation in Breslau im Jahre 1917. Hackeschmidt zitiert jedoch aus dem Protokoll einer Sitzung der Zionistischen Vereinigung für Deutschland (ZVfD) vom 20. Juni 1912, in dem steht, dass ein „Referendar Dr. Marcus aus Breslau die Gründung von jüdischen Schülerwandervereinen in die Hand genommen habe“.
Seit dem 5. März 1917 war Marcus mit der Bildhauerin und Malerin Käthe Ephraim verheiratet. Er nahm am Ersten Weltkrieg teil und veröffentlichte in dieser Zeit das an die Blau-Weiß-Mitglieder adressierte Tagebuch für die jüdische Jugend 5677 1916-1917. Im Dezember 1914 wird er in den Blau-Weiss-Blättern als Lazarettinspektor-Stellvertreter erwähnt, im Januar 1915 als Lazarettinspektor im Reservelazarett Rautenkranz in Ohlau. Im März 1915 bedauern seine Breslauer Getreuen, dass er nach Neuhammer versetzt worden sei und die Gruppe jetzt nur noch sehr selten besuchen könne.
Stationen des beruflichen Lebens von Marcus waren von 1920 bis 1933 eine Tätigkeit als Regierungsrat in Breslau und anschließend als Oberregierungsrat in Düsseldorf. im Juli 1933 verließ die Familie Marcus Deutschland.
1938 wurde ihm die deutsche Staatsangehörigkeit entzogen.
Nach der Gründung Israels arbeitete Marcus bis zu seinem Ruhestand als Rechtsberater für eine Behörde des israelischen Innenministeriums und war zugleich auch der Manager seiner Frau, für die er in- und ausländische Ausstellungen arrangierte. Er lebte zuletzt in Ramat Gan.

## Zionistischer Aktivist

### Mitbegründer des Wanderbundes Blau-Weiß
Joseph Marcus war während seiner Studentenzeit in einer jüdischen Verbindung aktiv, die sich dem Kartell Jüdischer Verbindungen anschloss. In diesem Umfeld entwickelte sich ein neues jüdisch-zionistisches Selbstverständnis – von Hackeschmidt als post-assimilatorisch bezeichnet –, das als ideologische Grundlage auch zur Gründung des Blau-Weiss führte. Vor dessen eigentlicher Gründung hatte Marcus bereits in Breslau den Gedanken des jüdischen Jugendwanderns propagiert und im April 1912 im Wanderverein 1907 eine Jugendwandergruppe gegründet.
Inwieweit Marcus in die Aktivitäten der Gruppe um Kurt Blumenfeld und Felix Rosenblüth eingebunden war, die spätestens seit Dezember 1911 aus der Zionistischen Vereinigung für Deutschland (ZVfD) heraus die Gründung zionistischer Jugendgruppen vorantrieb, ist nicht bekannt. Er nahm jedoch als Breslauer Delegierter vom 26. bis 28. Mai 1912 am Posener Delegiertentag der ZVfD teil, auf der Blumenfeld, Rosenblüth und andere eine Resolution verabschieden ließen, die zur Gründung zionistischer Jugendvereine aufforderte. In der Folge wurde eine Jugendpropaganda-Kommission des ZVfD gegründet, die auf Anregung von Moses Calvary und Joseph Marcus „die Gründung von jüdischen Schülerwandervereinen in die Hand genommen“ hatte. Parallel dazu fand in Berlin die Gründung einer Blau-Weiß-Gruppe statt, die am 23. Juni 1912 ihre erste Wanderung unternahm. Nach Hackeschmidt bedeutete dies: „Der Blau-Weiß als »zionistischer Wandervogel« war geboren.“ Die Breslauer Gruppe behielt allerdings vorerst noch ihren ursprünglichen Namen bei und firmierte nur im Untertitel als Jüdischer Wanderbund „Blau-Weiss“.

### Wandern als Pflicht und die Pflichten des Wanderers
Im Juli 1913 erschien von Joseph Marcus ein längerer Artikel in den Blau-Weiss-Blättern, dem Verbandsorgan des neuen Bundes. Unter dem Titel Wanderpflichten artikuliert er gleich eingangs ein elitäres Verständnis des neuen Bundes.

„Endlich haben wir die jüdische Wanderbewegung. Unsre Wanderbewegung wird relativ klein bleiben, denn noch immer waren die Besten in kleinem Kreise. Auch ist ein großer Teil der großstädtischen jüdischen Jugend zu degeneriert, zu vergnügungssüchtig, zu verträumt, zu vergeistigt, zu dünkelhaft, als daß sie uns heute schon verstehen könnte. Unser Material ist ungemein schwerer erziehbar als das andrer Bünde, z . B . das
des uns nahestehenden „Wandervogels“. Es gilt, die Folgen einer Jahrhunderte langen Geschichte zu überwinden. Endlich haben wir eingesehen und von den andern gelernt, daß für uns die stete Berührung mit der Natur viel wichtiger ist als für alle andern. Wir hatten sie ja Jahrtausende lang verloren. So müssen wir nachholen, was unsre Väter durch Zwang versäumen mußten. Wir müssen das Ungewohnte zur Gewohnheit machen, müssen gegen die angelernte Feigheit und den mittelalterlichen Abscheu vor der körperlichen Betätigung mit neuen Mitteln ankämpfen.“

Die heroische Aufgabe erfordert „ideale Männer“ und „ideale Frauen“, und deren Herausbildung durch das Wandern an erster Stelle „Wanderdisziplin“ und „unbedingte[n] Gehorsam dem [Wander-]Führer gegenüber“. Die weiteren Forderungen an den Wanderer lesen sich wie ein Katalog von Sekundärtugenden: „Der Wandrer führt das, was ihm aufgetragen wird, oder was er zu tun übernommen hat, mit peinlicher Sorgfalt, mit Liebe und Eifer aus. Er ist militärisch pünktlich, er ist wie im Denken so auch in seinem Aeußern sauber und gefällig, er ist pflichtgetreu.“ Bescheidenheit, Ruhe und vornehme Sicherheit sind weitere Merkmale des idealen Wanderers, der aber auch „häufiger das Gute sehen und anerkennen“ und Wanderfreundschaften pflegen soll; er beteiligt sich an allen körperlichen Übungen und ist selbstverständlich Alkohol- und Nikotingegner. „Um sich an diese Enthaltsamkeit zu gewöhnen, die ja unsern gut erzogenen Jungens nicht fremd ist, führt er diese Prinzipien auf der ganzen Wanderung, auch bei der Rast beim Bauern, erst recht beim Lagern, aber auch möglichst zu Hause durch. So trainiert er sich für die vernünftige Art durchs Leben zu wandern. Der Wanderer braucht keine Betäubungsmittel, denn er kann lustig und fröhlich, vor Wonne trunken sein – auch ohne Wein.“
In der August-Ausgabe der Blau-Weiss-Blätter setzte Joseph Marcus seine Ausführungen über die Wanderpflichten fort. Dem den bislang geforderten Wanderpflichten Folge leistenden Wanderer prophezeit er Stolz auf die Gruppe, der er angehört und die Erkenntnis, „daß in der Art des Wanderns der ganze Mensch zum Ausdruck kommen kann und umgekehrt“. Sodann wird von Marcus wieder das Ausgewähltsein derer betont, die Mitglied der Gruppe sind, und ein Negativkatalog formuliert für Leute, die Mitglied werden wollen, aber keine „Leute von gesunder Veranlagung“ sind. Der, der es als Neuling schafft, die Ausleseprozedur zu überstehen, „wird auf die Wanderregularien verpflichtet. Er schwört feierlich dem Bunde und seinen Ideen Treue.“
Nur relativ knapp geht Marcus in Punkt 8 seines Pflichtenkatalogs auf das ein, was das spezifisch Jüdische an seinen bisherigen Vorstellungen ausmachen könnte: An Sabbath sollen keine Wanderungen stattfinden, und die auf der Fahrt zuzubereitenden Speisen sollen so sein, „daß auch die jüdisch-religiös erzogenen Jungen und Mädel bei uns mitmachen können“. Danach schon folgen detaillierte Ausrüstungshinweise, bevor es im letzten Punkt dann heißt: „Wir haben einen festen Rahmen für unser Wollen, unsere Ideale in den Wanderpflichten. […] Kämpfen wir aber ständig, kämpfen wir um unsere Jugend, daß sie einem neuen, frischeren und gesunden Leben zugeführt werden.“
Abgesehen von dem Punkt 8 des Pflichten- und Tugendenkatalogs, der die wenigen spezifisch jüdischen Traditionen umfasst, hätten die restlichen Punkte auch aus dem Arsenal des Wandervogels stammen können, den Marcus (siehe oben) noch als „uns nahestehenden Bund“ bezeichnet hatte. Das Verhältnis zum Wandervogel änderte sich jedoch schlagartig, nachdem einem 13-jährigen Mädchen im Herbst 1913 in Zittau die Aufnahme in den örtlichen Wandervogel verwehrt wurde, weil sie Jüdin war. Insbesondere ein Artikel dazu in der „Wandervogel - Führerzeitung“ veranlasste die Führung von Blau-Weiß zu einer heftigen Stellungnahme gegenüber der eigenen Gefolgschaft. Joseph Marcus gehörte zusammen mit drei anderen Blau-Weiß-Führern zu den Unterzeichnern einer strammen Abgrenzungserklärung gegenüber dem Wandervogel. In der Stellungnahme heißt es:

„Wanderer und Wandrerinnen! Die judenfeindliche Entwicklung der Wandervogelbewegung ist ein neuer Beweis für die Notwendigkeit der jüdischen Wanderbewegung. Wir haben unsere Wanderbünde geschaffen, weil wir stets glaubten, daß jüdische Jungen und Mädchen frei und glücklich nur in jüdischer Gemeinschaft wandern können, und damit sie lernen, fest zu ihrer Gemeinschaft zu halten und für sie einzutreten. Jetzt muß aber auch der letzte Zweifler zugeben, daß es für euch nur einen Wanderbund geben kann, den jüdischen.“

Neben seinen Aktivitäten für den neuen Blau-Weiß hielt Marcus auch sein Engagement in der jüdischen Studentenorganisation aufrecht. Röder und Strauss berichten, er habe 1913 die erste Reise des KJV nach Palästina organisiert. Ob er auch teilgenommen hat, wird nicht ausgeführt.

### Die Kontroverse um das Tagebuch
Während seines Militärdienstes gibt es – über die oben schon erwähnten gelegentlichen Besuche in Breslau hinaus – kaum weitere Hinweise auf Marcus’ fortdauerndes Engagement für den Blau-Weiß. 1916 erscheint dann sein Tagebuch für die jüdische Jugend 5677 1916–1917, dessen erste Tausend Exemplare bald vergriffen waren und einen Nachdruck erforderten. Das Buch enthält in seinem Hauptteil einen jüdischen Kalender für das Jahr 1916/17, der aber auch die nicht-jüdischen Feier- und Gedenktage berücksichtigt. Dem folgen kurze Erläuterungen über den jüdischen Kalender und die jüdischen Feste aus der Feder anderer Autoren, wiederum gefolgt von Blau-Weiß- und wandernbezogenen Artikeln, darunter Marcus’ oben schon referierte Wanderpflichten aus dem Jahre 1913. Ein etwas längerer Text von Moses Calvary (Wanderbilder aus Judäa) beschreibt dessen Eindrücke von Wanderungen in Palästina. Den Abschluss bilden diverse Tabellen, etwa zum Festhalten von Lese- und Wandererlebnissen, und zum Schluss folgen drei Lieder mit Noten und Texten.
Das Buch, „Geschrieben im Felde, 23. 5. 1916“, beginnt mit der zweiseitigen Einleitung Unser Tagebuch von Joseph Marcus, deren erste Sätze lauten: „Wir leben in deutscher Kultur. Ihre Ziele sind unsere Ziele. Unser Beruf dient dem deutschen Leben, dessen Wirbel uns fortreißt.“ Diesem aus Marcus’ Sicht Alltäglichen wird – als „zweite Welt“ – das Feiertägliche gegenübergestellt, das für Marcus jüdisch geprägt ist und die Sehnsucht und Hoffnung der jüdischen Jugend verkörpert. Dass dies kaum der von Hackeschmidt für die Gründergeneration des Blau-Weiß reklamierten post-assimilatorischen Grundeinstellung entspricht, wird in den nachfolgenden Ausführungen noch deutlicher, in denen Marcus den Wandervogel verherrlicht, um dann – 1916, Mitten im Ersten Weltkrieg – festzustellen: „Die deutsche Jugend lebt in der beglückenden Zeit deutschen Sieges, in der gewaltigen Verwirklichung deutscher Träume, deutscher Freiheit, deutscher Opferkraft und deutschen Willens. Wir jungen Juden helfen in uns innerlich notwendiger starker Pflichterfüllung den deutschen Gedanken in die Welt tragen, wir Jugendlichen eilten wie alle Deutschen zu den Fahnen und stellten und stellen noch heute unser Leben dem Vaterlande zur Verfügung.“ Dem kurzen Hinweis auf „jüdisches Elend“ und Leiden in der Welt setzt er „Hoffnung und Zuversicht“ entgegen, und vor allem die Hoffnung darauf, dass „der deutsche Sieg […] den Juden Achtung als Menschen und Anerkennung der freien Entwicklung des Einzelnen und des ganzen Volkes bringen“ werde. Vor diesem Hintergrund darf sich dann der Stolz der jüdischen Jugend entfalten, um „nach höchster Geradheit und Vervollkommnung [zu] streben“ und „auf die Stimme unsres Blutes [zu] hören“. Die Tagebuchblätter sollen diesen Prozess der Selbstvergewisserung begleiten, das Buch mithin „ein Quell und ein Spiegel wahren Blau-Weiß-Lebens“ werden.
Dass dieses Buch schon im Entstehungsprozess nicht unumstritten war, verdeutlicht das Nachwort von Joseph Marcus. Darin dankt er zwei Unterstützern, schreibt aber auch, dass er die Arbeit an dem Buch „bis zuletzt gegen den Widerstand Kleinmütiger und ohne Hilfe solcher, die wohl hätten helfen können, habe leisten müssen“, und nach Hans Tramer stieß es „zum Teil auf heftigen Widerspruch wegen seiner mangelnden jüdisch-nationalen Eindeutigkeit“. Hauptkritiker war der Blau-Weiß-Führer Karl Glaser, der vor allem die Einleitung von Marcus ins Visier nahm.
Glaser lobte zunächst einige nicht von Marcus stammenden Beiträge in dem Buch, kritisierte Otto Simons Beitrag Vom Weg zum Führer, dem er eine nur beiläufige Behandlung der „jüdischen Inhalte unserer Bewegung“ vorwirft, und befasst sich dann mit der Einleitung, die er kategorisch ablehnt. Für ihn ist der Blau-Weiß kein „Ableger der stolzen Eiche der deutschen Jugendbewegung“ und das sich Bewusstmachen des jüdischen Elends kein wirklicher Beitrag im jüdischen Kampf für die Freiheit des Daseins". Direkt gegen Marcus’ Bekenntnis zur deutschen Kultur gerichtet, erwidert Glaser: „Wir geben sie nicht auf, aber wir geben uns auch nicht in ihr auf, ihre Ziele sind nicht unsere Ziele.“ Nachdem er sich schließlich lobend über die Wanderpflichten und einige weitere praktische Beiträge geäußert hatte, rät er den Blau-Weiß-Mitgliedern zum Kauf des Buches und dessen kritische Lektüre. Sein versöhnlicher Schlusssatz lautet: „Aber man wird bei aller Ablehnung im Einzelnen den Dank für das Ganze nicht zurückhalten.“

### Entfremdung vom Blau-Weiß
Marcus’ Äußerungen im Nachwort zu dem Buch weisen bereits auf eine gewisse Entfremdung zwischen ihm und dem Blau-Weiß hin. Eine regelrechte „Distanzierung von der Jugendarbeit“ attestiert ihm dann auch Hackeschmidt. Marcus habe sich im Oktober 1918, gegen Ende des Ersten Weltkriegs also, zusammen mit den meisten Führen aus der Gründergeneration nach Auseinandersetzungen mit den nachdrängenden jüngeren Kräften aus der Arbeit im Blau-Weiß zurückgezogen. An anderer Stelle spricht Hackeschmidt von seit 1917 anhaltenden „Meinungsverschiedenheiten zwischen der alten Führungsgruppe um Marcus und den Sprechern der nachdrängenden, um 1900 geborenen Generation“, die dazu geführt hätten, dass Marcus „von einer Gruppe von Jungführern aus der Leitung des Breslauer Bundes endgültig herausgedrängt“ worden sei. Wie belastet das Verhältnis zwischen Marcus und seinen Widersachern gewesen sein muss, zeigt eine Notiz in den Blau-Weiss-Blättern vom Februar 1919, mit der offenbar Gerüchten entgegengetreten werden sollte: „Der Breslauer Bund teilt uns mit, daß Joseph und Käthe Marcus sowie Vera Rosenbaum nicht aus dem Blau-Weiß, sondern lediglich aus der Breslauer Führerschaft ausgeschieden sind.“
Trotz dieses Zerwürfnisses blieb Marcus weiterhin der zionistischen Bewegung treu. Er habe fortan „das zionistische Leben Breslaus maßgeblich mitbestimmt“ und sei von 1920 bis 1933 Vorsitzender der Breslauer ZVfD gewesen und Mitglied im Landesvorstand der ZVfD. Er habe zudem den HaPoel HaZair in der Repräsentantenversammlung der Jüdischen Gemeinde in Breslau und im Preußischen Landesverband jüdischer Gemeinden vertreten.

## Werke
- Tagebuch für die jüdische Jugend 5677 1916-1917. R. Löwit Verlag, Wien 1916.[23] Dazu:
  - Karl Glaser: Buchbesprechung Tagebuch für die jüdische Jugend. In: Blau-Weiss-Blätter. Monatsschrift für jüdisches Jugendwandern, Heft 4, Dezember 1916, S. 108–110.
- Zur Lehre von der Wilderei, Juristische Dissertation vom 7. Februar 1917, Breslau.[24]